# Théorème de Cayley-Hamilton
Ne pas confondre avec le théorème de Cayley  en théorie des groupes ni avec le théorème de Hamilton en géométrie.

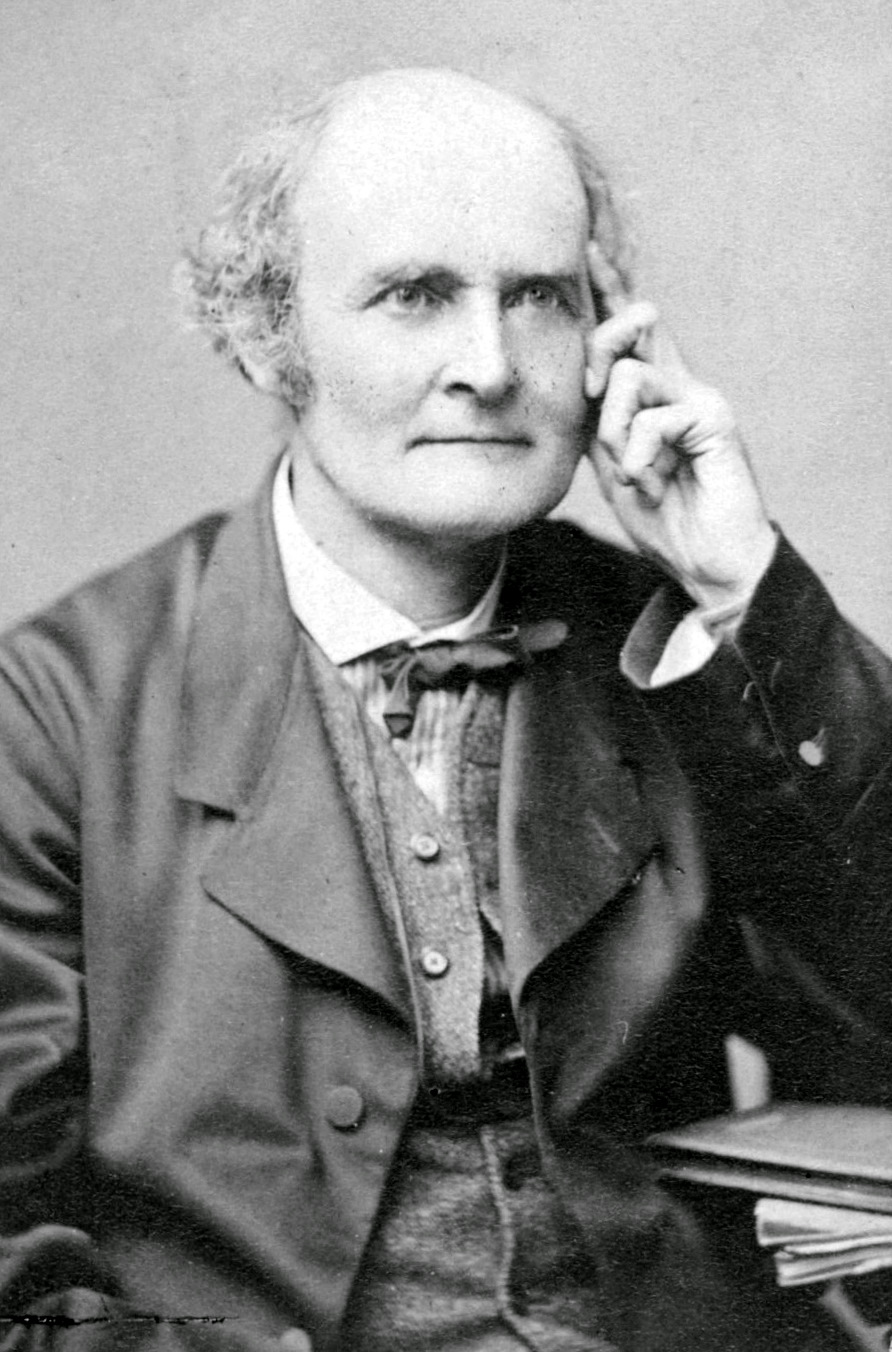
Portrait d'Arthur Cayley

En algèbre linéaire, le théorème de Cayley-Hamilton (tirant son nom des mathématiciens Arthur Cayley et William Rowan Hamilton) affirme que tout endomorphisme d'un espace vectoriel de dimension finie sur un corps commutatif quelconque annule son propre polynôme caractéristique.
En termes de matrice, cela signifie que si {\displaystyle A} est une matrice carrée d'ordre {\displaystyle n} et si
{\displaystyle p(X)=\det(XI_{n}-A)=X^{n}+p_{n-1}X^{n-1}+\ldots +p_{1}X+p_{0}}
est son polynôme caractéristique  (polynôme d'indéterminée {\displaystyle X}), alors en remplaçant formellement {\displaystyle X} par la matrice {\displaystyle A} dans le polynôme, le résultat est la matrice nulle :
{\displaystyle p(A)=A^{n}+p_{n-1}A^{n-1}+\ldots +p_{1}A+p_{0}I_{n}=0_{n}.\;}
Le théorème de Cayley-Hamilton s'applique aussi à des matrices carrées à coefficients dans un anneau commutatif quelconque.
Un corollaire important  du  théorème de Cayley-Hamilton affirme que le polynôme minimal d'une matrice donnée est un diviseur de son polynôme caractéristique.
Bien qu'il porte les noms des mathématiciens Arthur Cayley et William Hamilton, la première démonstration du théorème est donnée par Ferdinand Georg Frobenius en 1878, Cayley l'ayant principalement utilisé dans ses travaux, et Hamilton l'ayant démontré en dimension 2.

## Motivation
Ce théorème possède deux familles d'utilisation :
- Il permet d'établir des résultats théoriques, par exemple pour calculer le polynôme caractéristique d'un endomorphisme nilpotent.
- Il autorise aussi d’importantes simplifications dans les calculs de matrices. L'approche par les polynômes minimaux est en général moins coûteuse que celle par les déterminants.

On trouve ce théorème utilisé dans les articles sur les polynômes d'endomorphisme, endomorphismes nilpotents, et plus généralement dans la théorie générale des matrices.

## Exemple
Considérons par exemple la matrice 
{\displaystyle A={\begin{pmatrix}1&2\\3&4\end{pmatrix}}}.
Le polynôme caractéristique s'écrit
{\displaystyle p(X)=\det {\begin{pmatrix}X-1&-2\\-3&X-4\end{pmatrix}}=(X-1)(X-4)-(-2)(-3)=X^{2}-5X-2.}
Le théorème de Cayley-Hamilton affirme que
{\displaystyle A^{2}-5A-2I_{2}=0}
et cette relation peut être rapidement vérifiée dans ce cas.
De plus le théorème de Cayley-Hamilton permet de calculer les puissances d'une matrice plus simplement que par un calcul direct.
Reprenons la relation précédente
{\displaystyle A^{2}-5A-2I_{2}=0}
{\displaystyle A^{2}=5A+2I_{2}}
Ainsi, par exemple, pour calculer A4, nous pouvons écrire
{\displaystyle A^{3}=(5A+2I_{2})A=5A^{2}+2A=5(5A+2I_{2})+2A=27A+10I_{2}}
et il vient
{\displaystyle A^{4}=A^{3}A=(27A+10I_{2})A=27A^{2}+10A=27(5A+2I_{2})+10A}
{\displaystyle A^{4}=145A+54I_{2}}.
On peut également utiliser la relation polynomiale initiale {\displaystyle A^{2}-5A-2I_{2}=0} pour prouver l'inversibilité de A et calculer son inverse. Il suffit en effet de mettre en facteur une puissance de A là où c'est possible et 
{\displaystyle A(A-5I_{2})=2I_{2}}
ce qui montre que A admet pour inverse 
{\displaystyle A^{-1}={\frac {1}{2}}(A-5I_{2})}

## Démonstrations
Il existe de très nombreuses démonstrations de ce théorème. La plus simple dans son principe consiste à remarquer que le résultat est presque évident pour une matrice diagonale, puis à le démontrer pour une matrice diagonalisable {\displaystyle A} (en remarquant qu'alors {\displaystyle XI_{n}-A} est semblable à {\displaystyle XI_{n}-D}, et que deux matrices semblables ont même déterminant) ; on conclut en exploitant le fait que sur les complexes, l'ensemble des matrices diagonalisables est dense. Malheureusement, cette démonstration ne se généralise pas aux corps scalaires topologiquement discrets.

### Une preuve purement algébrique
Quelle que soit la matrice {\displaystyle S\in {\mathcal {M}}_{n}(\mathbb {K} )}, il existe une matrice explicitement déterminée, Comp(S), la matrice complémentaire de S, qui vérifie {\displaystyle S{\textrm {Comp}}(S)={\textrm {Comp}}(S)S=\det(S)I_{n}}. La matrice Comp(S) est la transposée de la comatrice ou matrice des cofacteurs de S. Cette relation reste encore vraie si les coefficients de S appartiennent à un anneau, puisqu'on n'a pas fait de divisions. On peut donc poser {\displaystyle S=XI_{n}-A}, dont les coefficients sont dans {\displaystyle \mathbb {K} [X]} et on a alors la relation :
{\displaystyle (XI_{n}-A){\textrm {Comp}}(XI_{n}-A)=\det(XI_{n}-A)I_{n}=p(X)I_{n}.\ \ (1)}
À partir de (1), en écrivant
{\displaystyle {\textrm {Comp}}(XI_{n}-A)=\sum _{j=0}^{n-1}B_{j}X^{j}}
avec {\displaystyle B_{j}\in {\mathcal {M}}_{n}(\mathbb {K} )}, et
{\displaystyle p(X)=\sum _{j=0}^{n}p_{j}X^{j}.}
On peut développer le produit {\displaystyle (XI_{n}-A){\textrm {Comp}}(XI_{n}-A)} :
{\displaystyle (XI_{n}-A){\textrm {Comp}}(XI_{n}-A)=X^{n}B_{n-1}+\sum _{i=1}^{n-1}X^{i}(B_{i-1}-AB_{i})-AB_{0}\ \ (2),}
qui est identique à 
{\displaystyle \sum _{j=0}^{n}X^{j}p_{j}I_{n}.\ \ (3)}
Les polynômes (2) et (3) sont égaux. Par conséquent,
{\displaystyle p_{n}I_{n}=B_{n-1},\quad p_{i}I_{n}=B_{i-1}-AB_{i},\quad p_{0}I_{n}=-AB_{0}}.
Il vient alors un télescopage :
{\displaystyle {\begin{aligned}p(A)&=\sum _{j=0}^{n}A^{j}(p_{j}I_{n})\\&=A^{n}B_{n-1}+\sum _{i=1}^{n-1}A^{i}(B_{i-1}-AB_{i})-AB_{0}\\&=\sum _{i=1}^{n}A^{i}B_{i-1}-\sum _{i=0}^{n-1}A^{i+1}B_{i}\\&=0\end{aligned}}}.
La preuve ne consiste pas en une substitution de X par A dans des égalités de polynômes (ce qui reviendrait à comparer un polynôme et un polynôme matriciel), mais en une identification de leurs coefficients.

### Une variante
On peut également aligner des idées abstraites.
On commence par introduire un morphisme d'évaluation approprié à la résolution du problème. Tout d'abord, {\displaystyle \mathbb {K} [A]} étant une algèbre commutative sur {\displaystyle \mathbb {K} }, on a un morphisme d'évaluation : {\displaystyle \mathbb {K} [X]\to \mathbb {K} [A]} (qui envoie {\displaystyle X} sur {\displaystyle A} et {\displaystyle \lambda } sur {\displaystyle \lambda I_{n}} pour tout scalaire λ). Ce morphisme d'anneaux commutatifs induit un morphisme d'évaluation sur les anneaux de matrices {\displaystyle {\mathcal {M}}_{n}(\mathbb {K} [X])\to {\mathcal {M}}_{n}(\mathbb {K} [A])}.
Une notation auxiliaire nous sera utile : pour deux matrices carrées (n,n) notées {\displaystyle C=(c_{ij})} et {\displaystyle D=(d_{ij})}, on notera {\displaystyle C\triangleright D} la matrice à coefficients matriciels de terme général {\displaystyle c_{ij}D}. Si le lecteur connaît le produit de Kronecker de deux matrices, il pourra remarquer que {\displaystyle C\triangleright D} est pratiquement identique à {\displaystyle C\otimes D} à ceci près que {\displaystyle C\triangleright D} est une matrice (n,n) dont les coefficients sont des matrices (n,n) tandis que {\displaystyle C\otimes D} est une matrice (n2,n2). Les formules ci-dessous ne contiennent de fait que deux cas particuliers de cette opération : des produits de la forme {\displaystyle I_{n}\triangleright C} c'est-à-dire des matrices carrées avec des C sur la diagonale et des 0 ailleurs et un produit {\displaystyle A\triangleright I_{n}} c'est-à-dire une variante de A où la matrice {\displaystyle a_{ij}I_{n}} vient remplacer le coefficient {\displaystyle a_{ij}}.
Cette notation posée, on applique le morphisme d'évaluation à la relation :
{\displaystyle (XI_{n}-A)\,{\textrm {Comp}}(XI_{n}-A)=p(X)I_{n}.}
On obtient une relation 
{\displaystyle (I_{n}\triangleright A-A\triangleright I_{n})\,M=I_{n}\triangleright p(A)\qquad (*)}
dans laquelle M est une certaine matrice à coefficients dans {\displaystyle \mathbb {K} [A]} dont on n'aura besoin de rien savoir.
Ainsi on a écrit une formule juste, et on en pâtit : on n'a du coup pas fini, l'évaluation de {\displaystyle XI_{n}-A} par une technique rigoureuse ne fournit pas 0 mais une bizarre matrice à coefficients matriciels.
Il faut une deuxième idée pour conclure. Elle consiste à remarquer que si {\displaystyle \mathbb {A} } est un anneau et E un {\displaystyle \mathbb {A} }-module à droite, pour tous entiers r, s, t on peut définir par les formules habituelles un produit matriciel :
{\displaystyle {\mathcal {M}}_{rs}(E)\times {\mathcal {M}}_{st}(\mathbb {A} )\to {\mathcal {M}}_{rt}(E)}
pour laquelle on a associativité si on veut calculer des produits à trois termes :
{\displaystyle {\mathcal {M}}_{rs}(E)\times {\mathcal {M}}_{st}(\mathbb {A} )\times {\mathcal {M}}_{tu}(\mathbb {A} )\to {\mathcal {M}}_{ru}(E).}
On applique cette notion à {\displaystyle E=\mathbb {K} ^{n}} (pour les puristes à {\displaystyle E={\mathcal {M}}_{n1}(\mathbb {K} )}) qui est un module (dont la multiplication s'écrit spontanément à gauche mais peut l'être à droite si on préfère, l'anneau étant commutatif) sur l'anneau commutatif {\displaystyle \mathbb {A} =\mathbb {K} (A)}, la multiplication externe étant l'application : {\displaystyle {\mathcal {M}}_{n1}(\mathbb {K} )\times \mathbb {K} (A)}  définie par {\displaystyle (E,B)\mapsto BE} (ce BE étant le produit matriciel ordinaire de la matrice carrée B par la matrice colonne E).
On multiplie à gauche la relation {\displaystyle (*)} par le vecteur ligne {\displaystyle {\begin{pmatrix}e_{1}&\cdots &e_{n}\end{pmatrix}}} où {\displaystyle (e_{1},\ldots ,e_{n})} désigne la base canonique de {\displaystyle \mathbb {K} ^{n}} : en utilisant l'expression de droite dans {\displaystyle (*)} on obtient le vecteur ligne {\displaystyle {\begin{pmatrix}p(A)e_{1}&\ldots &p(A)e_{n}\end{pmatrix}}}.
Si maintenant on utilise l'expression de gauche dans {\displaystyle (*)} et qu'on déplace les parenthèses par associativité de la multiplication matricielle un peu inhabituelle décrite ci-avant, on est amené à calculer le produit :
{\displaystyle {\begin{pmatrix}e_{1}&\ldots &e_{n}\end{pmatrix}}(I_{n}\triangleright A-A\triangleright I_{n}).}
Pour chaque indice j, on ne peut que constater que sa j-ème composante vaut :
{\displaystyle Ae_{j}-\sum _{i=1}^{n}(a_{ij}I_{n})e_{i}=Ae_{j}-\sum _{i=1}^{n}a_{ij}e_{i}=0}.
En multipliant ceci à droite par l'inoffensive matrice M et en comparant les deux expressions du produit, on conclut que pour tout indice j, p(A)ej=0.
Et donc p(A)=0.

### Remarques additionnelles sur la démonstration
La preuve qui a été donnée évite la substitution de {\displaystyle X} par une matrice dans un contexte non commutatif, mais les manipulations effectuées sont quand même proches de cette idée : on a bien décomposé l'équation en composantes suivant les puissances de {\displaystyle X}, on a multiplié à gauche par {\displaystyle A^{j}} la composante qui était en facteur de {\displaystyle X^{j}}, et on a additionné tout ensemble. En fait, on a utilisé l'opération {\displaystyle {\textrm {Ev}}_{A}} définie en (5), sans supposer qu'il s'agisse d'un homomorphisme d'anneaux, de {\displaystyle {\mathcal {M}}_{n}(\mathbb {K} )[X]} dans {\displaystyle {M}_{n}(\mathbb {K} )}. L'opération {\displaystyle {\textrm {Ev}}_{A}} est une évaluation à gauche, parce que la multiplication par l'indéterminée scalaire {\displaystyle X} est remplacée par la multiplication à gauche par {\displaystyle A}.
Une autre observation est importante : la forme exacte du polynôme {\displaystyle {\textrm {Comp}}(XI_{n}-A)} n'a aucune importance. Il y a donc quelque chose à exploiter ici, ce que n'ont pas manqué de faire les mathématiciens.
Soit {\displaystyle M} un anneau non commutatif ; on peut définir une division euclidienne d'un polynôme {\displaystyle P\in M[X]} par un polynôme {\displaystyle B} unitaire. Plus précisément, il existe deux polynômes {\displaystyle Q,R\in M[X]}, avec {\displaystyle R} de degré strictement inférieur au degré de {\displaystyle B}, tels que
{\displaystyle P=BQ+R.}
La démonstration est entièrement analogue à celle du cas scalaire. Si {\displaystyle B=XI_{n}-A}, alors le reste {\displaystyle R} est de degré {\displaystyle 0}, et donc identique à une constante appartenant à {\displaystyle M}. Mais dans ce cas, en raisonnant exactement comme dans la démonstration du théorème de Cayley-Hamilton, on arrive à la conclusion 
{\displaystyle {\textrm {Ev}}_{A}(P)=R}.
Il s'ensuit que {\displaystyle {\textrm {Ev}}_{A}(P)} est nul si et seulement si {\displaystyle P} est divisible à gauche par {\displaystyle XI_{n}-A}.
La démonstration du théorème de Cayley-Hamilton donne aussi une autre information : le polynôme {\displaystyle {\textrm {Comp}}(XI_{n}-A)} est le quotient à gauche de {\displaystyle p(X)I_{n}} par {\displaystyle XI_{n}-A}. Comme {\displaystyle p(X)I_{n}} et {\displaystyle XI_{n}-A} appartiennent tous deux au sous-anneau commutatif {\displaystyle \mathrm {K} [A][X]}, la division à gauche se passe entièrement dans ce sous-anneau, c'est donc une division ordinaire. En particulier, les coefficients matriciels de {\displaystyle {\textrm {Comp}}(XI_{n}-A)} sont des combinaisons linéaires de puissances de {\displaystyle A}. En d'autres termes, la matrice complémentaire d'une matrice {\displaystyle A} est un polynôme en {\displaystyle A}, ce qu'il n'est pas facile de déduire directement de la définition d'une matrice complémentaire. Mieux, on peut calculer explicitement ses coefficients à partir de ceux du polynôme caractéristique {\displaystyle p(X)}, puisqu'il s'agit de faire une division euclidienne ordinaire, et on trouve
{\displaystyle {\textrm {Comp(-A)}}=\sum _{j=1}^{n}p_{j}A^{j-1}.}
On aurait pu également obtenir cette relation directement à partir du théorème de Cayley-Hamilton, en vertu de l'identité
{\displaystyle p_{0}I_{n}=\det(-A)I_{n}=-A\cdot {\textrm {Comp}}(-A)={\textrm {Comp}}(-A)\cdot -A}.

## Abstraction et généralisations
La preuve donnée ci-dessus n'utilise que les propriétés d'anneau commutatif du corps K, puisqu'elle ne comporte pas de division par des éléments de cet anneau mais s'appuie juste sur la formule de Laplace, valide pour une matrice à coefficients dans n'importe quel anneau commutatif B. On peut donc généraliser le théorème de Cayley-Hamilton à ce cas, en utilisant la formule de Laplace pour des matrices à coefficients dans l'anneau B = R [X], R étant un anneau commutatif quelconque :

Pour toute matrice carrée A de taille nxn à coefficients dans un anneau commutatif R, si l'on note
{\displaystyle p_{A}(X)=\det(XI_{n}-A)\,},
on a :
{\displaystyle p_{A}(A)=0\,}.

Soit alors M un module de type fini sur cet anneau R (l'analogue de la notion d'espace vectoriel de dimension finie sur un corps, mais sans l'existence de bases : M a seulement des familles génératrices finies), et soit φ un endomorphisme de M, le théorème de Cayley-Hamilton permet de construire comme suit des polynômes en φ qui s'annulent sur M : soit (e1, e2, ... , en) une famille génératrice de M. On peut trouver des éléments {\displaystyle a_{ij}} de R tels que
{\displaystyle \varphi (e_{j})=\sum _{i=1}^{n}a_{ij}e_{i},}
et on note A la matrice nxn formée de ces coefficients. Cette matrice n'est pas unique, même pour une famille génératrice fixée, puisqu'on n'a pas supposé libre cette famille. Néanmoins, de la formule {\displaystyle p_{A}(A)=0} on déduit que {\displaystyle p_{A}(\varphi )=0}.
Parmi les multiples démonstrations du théorème de Cayley-Hamilton dans le contexte des anneaux commutatifs, soulignons l'élégance de la démonstration générique, dont le principe est abstrait mais courant en algèbre, : elle repose sur la remarque que pour les matrices carrées A de taille n fixée, l'identité {\displaystyle p_{A}(A)=0} est un système de n2 identités polynomiales universelles en les coefficients de A. C'est-à-dire que {\displaystyle p_{A}(A)=U(a_{i,j})} pour toute matrice A de coefficients {\displaystyle a_{i,j}} dans n'importe quel anneau commutatif, où {\displaystyle U(Y_{i,j})} désigne une certaine matrice carrée de taille n à coefficients dans l'anneau de polynômes à n2 indéterminées {\displaystyle R=\mathbb {Z} [(Y_{i,j})_{1\leq i\leq n,1\leq j\leq n}]} (cette matrice universelle U est indépendante de A car elle résulte juste des formules de développement du déterminant et des puissances de matrices n×n). Pour démontrer le théorème pour n'importe quelle matrice A dans n'importe quel anneau commutatif, il suffit donc de vérifier que cette matrice {\displaystyle U(Y_{i,j})} est nulle, c'est-à-dire de démontrer le théorème pour une seule matrice : la matrice Y dont les coefficients sont les {\displaystyle Y_{i,j}}, éléments de l'anneau R.